# Adamantinia miltonioides
Adamantinia miltonioides Van den Berg & C.N.Gonç., 2004 è una orchidea della sottofamiglia Epidendroideae (tribù Epidendreae, sottotribù Laeliinae), endemica del Brasile. È l'unica specie nota del genere Adamantinia.